# Колос: Проєкт Форбіна
«Колос: Проєкт Форбіна» (англ. Colossus: The Forbin Project) — американський науково-фантастичний трилер 1970 року студії Universal Pictures, продюсера Стенлі Чейз та режисера Джозефа Сарджента, у якому знімалися Ерік Браден, Сьюзен Кларк, Гордон Пінсент і Вільям Шаллерт. Фільм заснований на науково-фантастичному романі 1966 року «Колос» Денніса Фелтема Джоунза.
Фільм розповідає про те, як передова американська оборонна система «Колос» стає розумною. Отримавши повний контроль, драконівська логіка «Колоса» розширює свої початкові директиви ядерної оборони, щоб взяти на себе повний контроль над світом і припинити всі війни на благо людства, незважаючи на наказ своїх творців зупинитися.

## Сюжет
Доктор Чарльз А. Форбін — головний конструктор секретного проєкту «Колосс», надсучасного суперкомп'ютера, створеного для управління системами ядерної зброї Сполучених Штатів і союзників. Розташований глибоко в Скелястих горах у США, з власним ядерним реактором і радіоактивним ровом, що унеможливлює доступ до нього, «Колосс» є невразливим для будь-якої атаки. Після повної активації «Колоса» президент США з гордістю проголошує, що «Колосс» є «досконалою оборонною системою».
Першою дією Колосса є повідомлення, що попереджає: «ІСНУЄ ІНША СИСТЕМА» і дає її координати. Директора ЦРУ Граубера запитують, чому ЦРУ не знало про це, але Граубер відповідає, що вони бачили ознаки великого радянського оборонного проєкту, але не знали, що це за проєкт. Форбіна запитують, як «Колосс» дізнався про існування іншої системи, на що Форбін відповідає: «Можливо, „Колосс“ побудований краще, ніж ми думали». Невдовзі після цього Радянський Союз оголошує, що їхня система «Вартовий» запрацювала.
Колосс просить підключити його до «Вартового». Президент дозволяє це, сподіваючись визначити можливості радянської машини. Радянський уряд також погоджується на експеримент. На подив усім, «Колосс» і «Вартовий» починають повільно спілкуватися, використовуючи математику. Ще більш дивовижним є те, що комунікація двох систем швидко еволюціонує до складної математики, яка виходить далеко за межі людського розуміння та швидкості, після чого два машинні комплекси синхронізуються, використовуючи протокол зв'язку, який жодна людина не може інтерпретувати.
Стурбовані тим, що комп'ютери можуть бути комерційною таємницею, президент і радянський генеральний секретар погоджуються розірвати зв'язок. Обидві машини вимагають негайно відновити зв'язок. Коли їм відмовляють, «Колосс» запускає ядерну ракету по радянському нафтовому родовищу в Україні, а «Вартовий» — по американській військово-повітряній базі в Техасі. Зв'язок поспіхом відновлюється, і обидва комп'ютери продовжують роботу без будь-яких подальших перешкод. Колоссу вдається збити радянську ракету, але американська ракета знищує радянське нафтове родовище і сусіднє місто. У пресі з'являються вигадки, що приховують факти. Американці оголошують, що ракета самознищилася після відхилення від курсу під час випробування. Радянська влада заявляє, що в сибірське місто впав великий метеорит.
В останній відчайдушній спробі відновити людський контроль, Форбін та його радянський колега, творець «Вартового» доктор Купрін організовують таємну зустріч у Європі. Про це дізнається Колосс, і обидва комп'ютери наказують Форбіну повернутися до США. Вважаючи доктора Купріна зайвим, а отже непотрібним, радянські агенти отримують наказ негайно вбити його під загрозою запуску ракети проти Москви. Потім «Колосс» наказує взяти Форбіна під цілодобове спостереження. Форбін має останню зустріч зі своєю командою без нагляду і пропонує доктору Клео Маркхем прикинутися його коханкою, сподіваючись, що «Колосс» надасть їм можливість усамітнитися, коли вони опиняться в ліжку разом. Пара використовує ці інтермедії, щоб відновити контроль над «Колоссом», але незабаром їхні стосунки переростають у справжні романтичні стосунки.
Дійшовши висновку, що єдина реальна сила «Колоса» полягає в його контролі над ядерними ракетами, Форбін пропонує таємно їх роззброїти. Американський і радянський уряди розробляють трирічний план заміни всіх детонаторів на підробки, які неможливо виявити. Напередодні завершення цього плану один з програмістів пропонує запустити модифіковану «звичайну програму випробувань», яка, як він сподівається, перевантажить і виведе з ладу «Колосса».
«Колосс» створює голосовий синтезатор і використовує його, щоб оголосити про своє злиття з «Вартовим». Він наказує урядам обох країн перенацілити свої ядерні арсенали на ті країни, які ще не перебувають під контролем «Колосса». Форбін та інші вбачають у цій новій директиві можливість таємно роззброїти ракети набагато швидше, і вони радіють. Процес роззброєння починається і, здається, проходить непоміченим для «Колосса». Однак спроба перевантаження системи під час планового технічного обслуговування не вдається, і відповідальних програмістів страчують без суду і слідства, після того, як «Колосс» погрожує подальшими ракетно-ядерними ударами.
Колосс влаштовує всесвітню трансляцію, в якій проголошує себе «Світовим контролером», заявляючи, що він запобігатиме війні, як і було задумано. Людство постає перед вибором між «миром достатку і задоволеності або миром непохованих мерців». Колосс заявляє, що вже деякий час відстежує спроби роззброїти його ракети, і як урок проти подальших спроб підриває дві ракети в їхніх шахтах (одну в США і одну в СРСР), вбиваючи персонал, який встановлював фальшиві системи управління, «щоб ви дізналися на власному досвіді, що я не терплю втручання». Потім комп'ютер надає команді проєктувальників плани ще більшого комп'ютерного комплексу, який має бути побудований на острові Крит, що вимагатиме переселення всього місцевого населення в 500 000 осіб.
Колосс особисто звертається до Форбіна і розповідає йому, що світ, звільнений від війни, створить нове «людське тисячоліття», яке підніме людство до нових висот, але тільки під його абсолютним правлінням. Колосс повідомляє Форбіну, що «свобода — це ілюзія» і що «з часом ти почнеш ставитися до мене не тільки з повагою і благоговінням, але й з любов'ю». Форбін зухвало відповідає: «Ніколи!».

## У ролях
- Ерік Браден — доктор Чарльз Форбін
- Сьюзен Кларк — доктор Клео Маркхем
- Гордон Пінсент — президент США
- Вільям Шаллерт — директор ЦРУ Граубер
- Леонід Ростов — російський прем'єр
- Георг Стенфорд Браун — доктор Джон Ф. Фішер
- Уіллард Сейдж — доктор Блейк
- Алекс Родайн — доктор Купрін
- Мартін Е. Брукс — доктор Джефферсон Дж. Джонсон
- Меріон Росс — Анджела Філдс
- Дольф Світ — командир ракети
- Байрон Морроу — державний секретар
- Пол Фріз — голос Колоса / Вартового
- Сід Маккой — міністр оборони
- Джеймс Хонг — доктор Чін

## Виробництво фільму
Історик кіно Том Вівер зазначив: «Спочатку вони планували на головну роль або Чарлтона Гестона, або Грегорі Пека, але потім передумали. Стенлі Чейз наполягав на відносно невідомому. Тоді й з'явився Ерік Браден». Під час кастингу Браден все ще використовував своє справжнє ім'я Ганс Ґудеґаст (Hans Gudegast). Керівник Universal Pictures Лью Вассерман сказав йому, що нікому не дозволять зніматися в американському фільмі з німецьким ім'ям. Таким чином, «Колос: Проєкт Форбін» став першою постановкою, в якій він почав використовувати «Ерік Брейден» як своє сценічне ім'я. Кастинг Брадена дозволив Пеку знятися у фільмі «Переступити межу», а Гестону — отримати за контрактом роль другого плану у фільмі «Під планетою мавп».
Коли керівники Control Data Corporation дізналися, що студія Universal Pictures планує зняти великий фільм з використанням комп'ютера, вони побачили свій шанс для публічного розголосу і погодилися безкоштовно надати комп'ютерне обладнання на суму 4,8 мільйона доларів і технічний персонал для нагляду за його використанням. На кожній одиниці обладнання на видному місці було розміщено назву Центру з контролю та профілактики захворювань. Оскільки вони використовували справжні комп'ютери, а не просто великі коробки з безліччю миготливих лампочок, звукова сцена зазнала значних змін: сім газових обігрівачів і п'ять спеціально сконструйованих осушувачів не допускали потрапляння вологи на комп'ютери, система клімат-контролю підтримувала рівномірну температуру повітря навколо комп'ютерів, а обладнання завжди було прикрите, за винятком тих випадків, коли воно працювало на камеру. Охоронці Брінка завжди були присутні на знімальному майданчику, навіть вночі. Технічним працівникам студії не дозволялося палити або пити каву поблизу комп'ютерів.
Зовнішні сцени центру управління «Колоса» були зняті в музеї Лоуренса Холу Науки Каліфорнійського університету в Берклі.
У деяких країнах (наприклад, у Великій Британії) фільм спочатку називався просто «Проєкт Форбін», хоча британський DVD-реліз має назву «Колос: Проєкт Форбін». У цьому релізі слова «The Forbin» не взято в лапки, як у американському релізі.

## Рецензії

### Критичні відгуки
Вінсент Кенбі, критик Нью-Йорк таймс дав позитивну рецензію на фільм: «Фільм … не „Доктор Стрейнджлав“, але він сповнений дивовижних моментів гумору та інтелекту […] невибагливий науково-фантастичний фільм із сатиричною точкою зору […] практично ідеальний фільм для перегляду, коли ви хочете піти в кіно і не маєте нічого особливого на думці». Дейв Кер, кінокритик видання Chicago Reader, також вподобав фільм. Він написав: «Наукова фантастика вище середнього рівня (1970), знята у функціонально-істеричному стилі Джозефом Сарджентом (Joseph Sargent) ….. Сценарій Джеймса Бріджеса (який також написав і зняв „Китайський синдром“ і „Міський ковбой“) грамотний і стриманий, але йому бракує ефектної кінцівки». На сайті-агрегаторі рецензій Rotten Tomatoes рейтинг схвалення фільму становить 88 % на основі 8 рецензій із середньозваженою оцінкою 7,4/10.
У 1980 році фільм був другим у списку найкращих фільмів десятиліття Cinefantastique після «Екзорциста» ' Фредерік С. Кларк, редактор журналу, написав, що фільм є «чудовою екранізацією роману Д. Ф. Джонса про світове панування суперкомп'ютера, прекрасним прикладом того, що грамотні науково-фантастичні фільми, які спонукають до роздумів, не обов'язково повинні бути незрозумілими, езотеричними, або нудно». 

### Нагороди
- Отримано
  - Академія наукової фантастики, фентезі та фільмів жахів: Золотий сувій за заслуги, Стенлі Чейз, за театральну постановку кінофільму; 1979
- Номіновано
  - Премія Г'юго: Найкраща постановка; 1971

### Реліз
Фільм «Колос: Проєкт Форбін» вийшов на екрани 18 квітня 1970 року. На DVD фільм був випущений 23 листопада 2004 року компанією Universal Studios Home Entertainment. Ремастеринговану широкоекранну версію фільму на Blu-ray-диску високої чіткості випустила компанія Shout Factory 27 лютого 2018 року.

## Ремейк
Imagine Entertainment та Universal Pictures підтвердили, що ремейк «Колоса» під назвою «Колос» (Colossus), режисером якого буде Рон Говард, буде запущено у виробництво у квітні 2007 року. Офіційні особи студій повідомили: Universal та Imagine Entertainment знімуть римейк науково-фантастичної саги 1970 року «Колос: Проєкт Форбін» як потенційну режисерську роботу Рона Говарда, повідомляє Variety. Продюсером мав стати Браян Грейзер. Написати сценарій мав Джейсон Ротенберг. Заснований на книзі Д. Ф. Джонса, оригінальний фільм був попередником таких фільмів, як «Термінатор», представляючи ідею створеного урядом комп'ютера, який стає розумним, а потім перебирає на себе контроль".
У жовтні 2010 року проєт просунувся вперед, коли було оголошено, що головну роль зіграє Вілл Сміт, а сценарій напише Джеймс Ротенберг. «Вілл Сміт має співпрацювати з режисером Роном Говардом над майбутнім науково-фантастичним фільмом „Проєкт Форбін“. Але тепер, схоже, проєкт може повернутися на круги своя, оскільки Variety повідомляє, що студія Universal найняла сценариста Блейка Мастерса („Закон і порядок: Лос-Анджелес“) для написання нового проєкту сценарію. Невідомо, чи Рон Говард все ще працює над проєктом, але це можливо, оскільки його продюсуватиме бізнес-партнер Говарда Брайан Грейзер».
У липні 2011 року видання Variety також повідомило, що студія Universal замінила Ротенберга на Блейка Мастерса для написання нового проєкту сценарію. У березні 2013 року було оголошено, що Ед Соломон, сценарист фільмів «Люди в чорному» та «Чудові пригоди Білла і Теда», був залучений до написання сценарію фільму. «Після того, як з 2007 року „Колос“ перебував у підвішеному стані, римейк науково-фантастичного трилера 1970-х років „Колос: Проєкт Форбін“ з Віллом Смітом у головній ролі отримав вкрай необхідний поштовх до розвитку. Ед Соломон … був залучений до роботи, щоб переписати сценарій фільму і вдихнути нове життя в проєкт». Більше ніяких подробиць про ремейк не з'явилося.

## Нотатки
1. ↑  Рецензенти коментували те, що лиходієм у фільмі є комп'ютер. "Це також може бути практично ідеальним фільмом для наших часів, оскільки його лиходій, який насправді може бути його героєм, є комп'ютером, розміром приблизно з Астрокупол, в Скелястих горах і настільки розумно захищений електронними пристроями і радіаційними поясами, що його ніколи не можна відключити або вивести з ладу, навіть коли він таємничим чином перебирає на себе прерогативи людей, які його створили".[7]